# Криптономікон
«Криптономікон» (англ. Cryptonomicon) — роман Ніла Стівенсона, написаний у 1999 році.
Роман розповідає про пригоди двох груп людей, в двох різних епохах. Першою групою є криптоаналітики антигітлерівської коаліції під час Другої світової війни, а також деякі солдати і шпигуни країн Осі. Інша сюжетна лінія відбувається в 1990-і, де нащадки попередніх героїв працюють в IT, намагаючись побудувати дата-центр в вигаданому султанаті Кінакути, який розташований десь біля Філіппін. Їхньою метою є впровадити криптографічно стійку електронну валюту, яка буде підкріплена золотом і не контролюватиметься жодним урядом, з метою запобігти можливим майбутнім голокостам.

## Жанр
Криптономікон ближчий до жанрів історичної літератури та сучасного технотрилера, ніж до наукової фантастики двох попередніх романів Стівенсона, «Лавина» та «Діамантовий вік». В ній зустрічаються художні версії таких історичних персон як Алан Тюрінг, Альберт Ейнштейн, Дуглас Макартур, Вінстон Черчилль, Ісороку Ямамото, Карл Деніц, Герман Герінг та Рональд Рейган, а також дуже технічні і деталізовані описи сучасної криптографії та інформаційної безпеки, з розглядом простих чисел, модульної арифметики, та перехоплення ван Ейка.

### Назва
За словами Стівенсона, назва є грою на Некрономікон, назву книги, що згадується в оповіданнях письменника жахів Г. П. Лавкрафта.
Криптономікон, описаний у романі як «біблія криптографа», є вигаданою книгою, що підсумовує знання Америки про криптографію та криптоаналіз. Розпочатий Джоном Вілкінсом (Криптономікон згадується у «Квіксілвері») та доповнений з часом Вільямом Фрідманом, Лоуренсом Уотерхаусом та іншими, Криптономікон описується Кетрін Хейлз як «своєрідна Кабала, створена Братством Коду, що простягається крізь віки. Знати його зміст — означає бути Морлоком серед Елоїв, а еліта серед еліти — це ті, хто достатньо обдарований, щоб зробити свій внесок у нього».

## Сюжет
Дія розгортається у два періоди — Другої світової війни та наприкінці 1990-х, під час інтернет-буму та азійської фінансової кризи.
У 1942 році Лоуренс Прітчард Вотергауз, молодий дешифрувальник ВМС США та геній математики, призначається до новоствореного спільного британсько-американського загону «2702». Робота цього надсекретного підрозділу полягає в тому, аби приховати той факт, що розвідка союзників зламала німецьку шифрувальну машину «Енігма». Загін організовує події, часто в тилу ворога, які повинні скласти враження, нібито успіхи союзників мають інше пояснення, крім розгадки німецьких шифрограм. Сержант морської піхоти США Боббі Шафто, ветеран Китаю та Гуадалканалу, врятований католицьким священником Єнохом Рутом, служить у підрозділі «2702», втілюючи плани Вотергауза. У той же час японським солдатам, у тому числі гірничому інженеру Гото Денго, з яким Шафто товаришував у Китаї, доручають побудувати таємний бункер у горах на Філіппінах, де напередодні капітуляції Японії буде сховано золото. Боббі Шафто, в якого розвивається наркоманія, помирає, щоб лишитися для свого сина героєм, тоді як Гото Денго, виживши, приймає хрещення. Єнох розігрує свою смерть від рани і потай зникає.
Приблизно в 1997 році Ренді Вотергауз, онук Лоуренса, розпочинає разом з філіппінцями-імігрантами стартап — «пінограми» — недорогі відеоповідомлення в реальному часі. Корпорація Epiphyte використовує пінограми для фінансування створення «притулку даних», «Крипти» в сусідньому вигаданому султанаті Кінакута. Це буде незалежне сховище конфіденційних даних, захищене від посягань будь-якого уряду. Ренді зі своїм бізнес-партнером Айві задумують створити криптовалюту, підтриману золотом і шифрами «Крипти».
Ветеран В'єтнаму Дуг Шафто, син Боббі Шафто, і його донька Емі, проводять біля Філіппін підводні дослідження кабелів та інженерні роботи, якими керує Гото Фурудененду, спадкоємець заснованої Гото Денго компанії Goto Engineering. Містер Вінг, один з небагатьох уцілілих на будівництві японського бункера, прагне розшукати бункер і заволодіти золотом. Дуг знаходить зашифровані документи, що розповідають про місцезнаходження секретного бункера з золотом нацистів. Ренді вирушає на Філіппіни, щоб зайнятися дешифруванням, але там його заарештовують за фальшивими звинуваченнями у торгівлі наркотиками.
Ренді знайомиться з нітрохи не постарілим Єнохом, з яким листується, використовуючи шифр, заснований на пасьянсі «понтифік». Єнох натякає, що належить до могутнього таємного товариства, що вшановує богиню Афіну як символ мудрості. Ренді вдається вийти на свободу завдяки адвокату та вирушити в Японію.
Зрештою Ренді та його союзники завдяки листу Єноха знаходять розташування бункера з золотом і скарб з залученням саперів вдається видобути. Але як раніше говорили між собою Дуг та Емі, справжньою цінністю є мудрість і збагатилися насправді ті, хто позбулися золота в обмін на неї. Чи забрав Ренді золото лишається невідомим.

## Видання
- ISBN 0-380-97346-4 : Hardcover (1999)
- ISBN 0-380-78862-4 : Paperback (2000)
- ISBN 1-57453-470-X: Audio Cassette (abridged) (2001)
- ISBN 0-06-051280-6 : Mass Market Paperback (2002)
- Перекладена такими мовами: чеська, данська, французька, німецька, італійська, японська, корейська, польська, російська, іспанська.